# Waruk Tengah
Waruk Tengah is een bestuurslaag in het regentschap Ngawi van de provincie Oost-Java, Indonesië. Waruk Tengah telt 2990 inwoners (volkstelling 2010).